# 清官

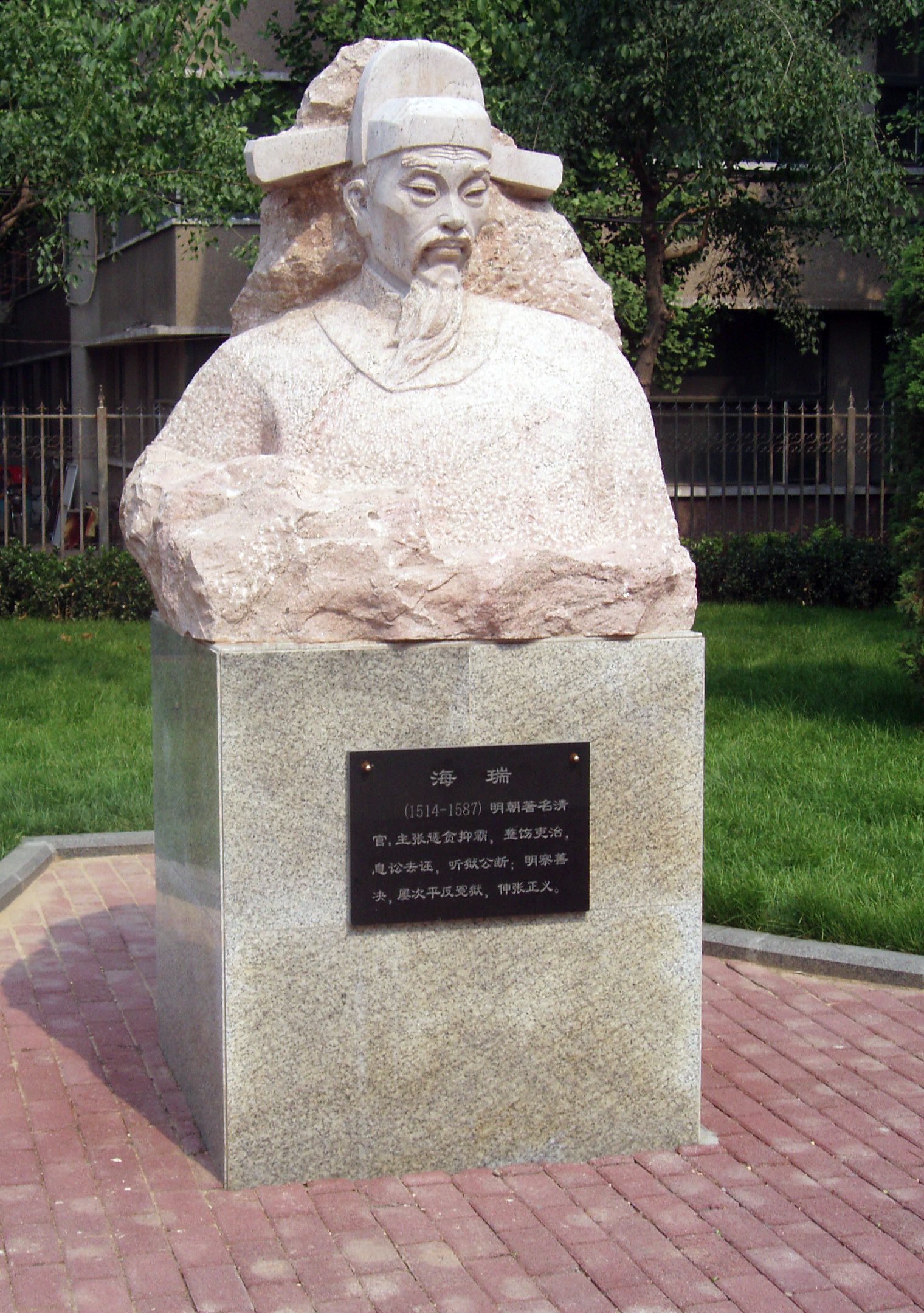
海瑞是一名典型的清官

清官是指讲究操守，公正清廉勇于任事的官吏，史書多以“循吏”、“良吏”、“廉吏”稱之。與之相對的是貪官。

## 中國
中国古代社会政治制度有一整套完备的官僚体系，为了保证这套庞大的官僚机器正常运转，需有各項措施來保證系統的運作。《尚书·商书·伊训》就有“儆于有位”之说，《左传·襄公四年》：“昔周辛甲之为大史也，命百官，官箴王闕。”崔骃、胡广写《百官箴》，后世因称官吏之戒为官箴。唐代的清官要數戴叔伦，人稱“其治清明仁恕，多方略，故所之称最”。宋朝官員的薪俸是歷代最優渥的，但一味强行实施增俸养廉，结果“吏部以有限之官，待无穷之吏，户部以有限之财，禄无用之人”。封建官员中贪渎行为极为普遍，贪赃枉法现象比比皆是，“求一真正清廉之吏，几等于麟角凤毛。虽在上者日言惩贪，而实有不能苛求之势。”
明代最著名清官是海瑞，“家居不忘时事，遇有当道咨询民瘼，及行政得失，必侃侃条陈，毫无讳忌，耻为面谀，罔及其私。”，以至有道学家攻击他作伪，死後僅餘葛幃舊衣，賴同僚捐治葬具才得葬殮。著名清官轩倪“寒暑一青布袍，补缀殆遍，居常蔬食，妻子亲操井臼”，秦弘“廉介绝俗，妻孥菜羹麦饭常不饱”。 
何刚德在《春明梦录》中说：“从前京官，以翰林为最清苦。”于成龍在清代號稱清官，老百姓都叫于成龍為“于青菜”。康熙二十年春，帝召見于成龍，當面褒讚他為“今時清官第一”。還有张鹏翮“居无一椽，食无半亩，敝衣布被，家计萧然……四壁空虚，一棺清冷，贫宦与老僧无异也”。陈瑸官至巡抚，“其清苦有为人情所万不能堪者”，康熙当着众大臣称他为“苦行老僧”。左都御史魏象枢上书说陆陇其是“天下第一清官”。汤斌也是有名的清官，三餐都吃豆腐，被人称为“豆腐汤”、“羊裘公”、“煮不出官味”。康熙第六次南巡时，一路访察清官，并下令各地督抚举荐清廉。江宁按察使张伯行随督抚大员入见时，康熙说：“到江南，即知尔为清官，今朕自保之，他日居官好，天下以朕为明主，否则笑朕不知人。”。張伯行號稱清官，自稱“一丝一屑，我之名节；一厘一毫，民之脂膏。”，但康熙帝卻嫌他“素性偏執，且短於才，封疆之寄不能勝任。”。
康熙曾說:“所謂廉吏者，亦非一文不取之謂。”康熙八年（1669年）监察御史赵璟指出：“臣以为俸禄不增，贪风不息，下情不达，廉吏难支。”郭琇也是著名的清官，“治行为江南最”，居然也曾经與余国柱一起贪渎。
雍正年間夔州知府程如丝被蔡珽譽為“四川第一清官”之美名。雍正四年十一月，川陕总督岳钟琪卻奏稱程如丝因贩卖私盐，毙伤多人。雍正卻说：“多年来，曾在朕前密参的谤书有一箧之多，可朕从无理它”。最後程如丝论死，蔡珽定为斩监候。
于敏中生前號稱廉潔，但死後卻發生家族財產糾紛，乾隆帝發現于敏中財產多達二千萬兩白銀。最後于敏中的牌位被撤出贤良祠，以昭儆戒。
张岱在《夜航船》卷七僅能列出四十位清官。明朝初期，朱元璋实行严刑峻法惩治腐败，规定贪污六十两银子以上者“枭首示众，仍剥皮实草”，風氣為之一變，但到了洪武三十年（1397年），朱元璋承认他的惩贪法律“行之既久，犯者犹众”。封建社会的清官都是为维护封建统治服务的，有一定的侷限性。《老殘遊記》曾說“贓官可恨，人人知之，清官尤可恨，人多不知。蓋贓官自知有病，不敢公然為非，清官則自以為不要錢，何所不可？剛愎自用，小則殺人，大則誤國。”